# Pirambu
Pirambu là một đô thị thuộc bang Sergipe, Brasil. Đô thị này có diện tích 199,2 km², dân số năm 2007 là 8211 người, mật độ 41,22 người/km².